# 윌 올덤
윌 올덤(Will Oldham, 1970년 12월 24일 ~ )은 미국의 싱어송라이터, 배우이다. 보니 '프린스' 빌리(Bonnie 'Prince' Billy)라는 예명으로도 활동한다.

## 출연 작품
- 고스트 스토리 - 예언자 역